# Tomás Mejía
Tomás Mejía (Pinal de Amoles, 17 settembre 1820 – Santiago de Querétaro, 19 giugno 1867) è stato un militare messicano al servizio dell'imperatore del Messico Massimiliano d'Asburgo durante il Secondo intervento francese in Messico, con il quale fu fucilato a Santiago de Querétaro dopo la cattura dell'imperatore.

## Biografia
Tomás Mejía nacque a Pinal de Amoles, nello Stato di Querétaro, da una povera famiglia di origine india (appartenente al popolo degli Otomi); in seguito, si vanterà di discendere dagli imperatori aztechi. Dopo aver frequentato la scuola rurale del suo villaggio, nel 1841 si arruolò nell'esercito, distinguendosi per la sua abilità di cavaliere, fatto che non passò inosservato ai suoi superiori. Dal 1842 al 1845 combatté valorosamente nella campagna contro le tribù apache che razziavano lo stato di Chihuahua, ottenendo il grado di capitano per le sue doti di comando; subito dopo, Mejía partecipò alla guerra contro gli Stati Uniti, distinguendosi nello scontro di Angostura, dove, seppur disastroso per le armi messicane, riuscì a respingere diverse volte l'avanzata degli statunitensi.
Nel 1848, dopo la fine della guerra con la firma del trattato di Guadalupe Hidalgo, il militare messicano venne promosso per merito militare al grado di comandante dal presidente Antonio López de Santa Anna; subito dopo tornò nello Stato natale, per combattere le bande di ribelli che insorgevano contro il governo autoritario del presidente Mariano Arista, ricevendo, come premio, la nomina a tenente colonnello nell'aprile del 1851. Tra il 1852 al 1854 Mejía ebbe ulteriori incarichi militari, come quello di comandante militare della regione da parte del governatore Panfilo Barasorda, oltre ad essere nominato colonnello. Allo scoppio, il 1º marzo 1854, della Rivoluzione di Ayutla, capeggiata dai liberali Ignacio Comonfort, Juan N. Álvarez e Benito Juárez per rovesciare il regime dittatoriale di Santa Anna, Mejía, di idee conservatrici, rimase fedele al governo, combattendo contro gli insorti, che, organizzatisi militarmente, riuscirono a deporre ed esiliare il dittatore messicano il 19 agosto 1855.
Alla guida del Paese andò Álvarez, capo della rivoluzione, cui subentrò, in dicembre, Comonfort, il quale inviò nella Sierra Gorda il generale Luis Ghilardi per far cessare a Mejía le operazioni militari. Aderì, nel 1857, al golpe  conservatore guidato dal generale Félix María Zuloaga contro il governo liberale di Comonfort, che aveva adottato severe misure contro i privilegi ecclesiastici e militari, che si concluse nel dicembre dello stesso anno, con l'occupazione di Città del Messico e la deposizione, l'11 gennaio 1858 di Comonfort: al suo posto si proclamò presidente lo stesso Zuloaga. Scoppiò dunque la guerra civile tra i conservatori e i liberali, che si stabilirono a Veracruz, creando un governo provvisorio con a capo Benito Juárez. 
Mejía fu nominato, il 28 febbraio, comandante generale del territorio di Sierra Gorda, poi, in luglio, comandante della piazza di Santiago de Querétaro e successivamente, anche quella di Guanajuato; infine, per le sue azioni nella battaglia di Tacubaya, dove il generale conservatore Marquez aveva battuto i liberali, il presidente Miguel Miramón, succeduto a Zuloaga, lo nominò maggiore generale. Tuttavia, il 10 agosto 1860 fu sconfitto a Silao dal generale liberale Jesus Gonzáles Ortega, mentre, in ottobre, i conservatori subirono un'altra sconfitta a Zapotlanejo dalle truppe costituzionaliste di Ignacio Zaragoza. Dopo la fine della guerra, terminata con la sconfitta dei conservatori e l'esilio di Miramón, nel 1863 Mejía si mise al servizio, insieme all'ex - presidente Miramón, dell'imperatore Massimiliano d'Asburgo, messo sul trono dall'esercito francese di Napoleone III, intervenuto in Messico per proteggere gli interessi francesi, minacciati dalle politiche liberali di Juárez, e instaurare un impero satellite della Francia.
Grazie alle sue capacità belliche, l'esercito imperiale riuscì a vincere diverse battaglie contro i repubblicani, evacuati dalla capitale e rifugiatisi a El Paso del Norte (odierna Ciudad Juárez). Decorato nel 1865 da Massimiliano con la Croce dell'Ordine dell'Aquila messicana, Mejía tuttavia, dal 1866 non riuscì più a contenere l'avanzata repubblicana, ora apertamente appoggiata dagli Stati Uniti, che chiesero all'imperatore francese di ritirare le proprie truppe dal suolo messicano. Privo dell'appoggio francese, Massimiliano si rifiutò tuttavia di abdicare e si ritirò con il suo entourage politico e militare nella piazzaforte di Santiago de Querétaro; anche il generale messicano si asserragliò in città, partecipando alla difesa della piazza con coraggio.
Nominato, sulle ultime avvisaglie, comandante della cavalleria imperiale, Mejía cercò inutilmente di resistere dopo la presa della cruciale posizione di La Cruz, ma alla fine, nel maggio 1867 fu catturato, insieme all'imperatore e a Miramón, durante una tentata fuga dietro alle linee nemiche, e condannato a morte da una corte marziale messicana. Tutti e tre i condannati furono fucilati il 19 giugno 1867 nel Cerro de las Campanas di Querétaro: dinanzi al plotone d'esecuzione, fu l'unico tra i tre che mantenne alta la vista sui soldati che sparavano, comportandosi con coraggio anche dinanzi alla morte.